# Garde à vue
Garde à vue is een Franse film van Claude Miller die werd uitgebracht in 1981.
De film is gebaseerd op de roman Brainwash (1979) van de Engelse schrijver van misdaadromans John Wainwright. De film betekende de commerciële en artistieke doorbraak van Miller. Het is ook de voorlaatste film van Romy Schneider. 
De titel van de film is een Franse rechtsterm en betekent voorhechtenis, een voorarrest waar de verdachte gedurende een periode van 24 uur kan worden vastgehouden voor verhoor. 

## Verhaal
Ergens aan de Noord-Franse kust worden in acht dagen tijd de lichamen gevonden van twee meisjes die, vooraleer ze werden vermoord, ook werden verkracht. Jérôme Martinaud, een plaatselijk notaris, heeft hun lichamen aangetroffen tijdens een wandeling. Hij wordt ontboden op het commissariaat waar de inspecteurs Gallien en Belmont zijn getuigenis afnemen. 
Aanvankelijk beschouwt Gallien de notaris als kroongetuige maar tijdens de ondervraging duiken steeds meer onduidelijkheden en hiaten in de verklaringen van Martinaud op. De notaris is niet eenduidig en stelt zich bovendien superieur op, zeker tegenover Belmont. Zijn relatie met zijn vrouw komt ook ter sprake en die blijkt verre van ideaal te zijn. 
Het gesprek tussen Gallien en Martinaud wordt steeds meer benauwend en Martinaud verliest ook meer en meer zijn zelfbeheersing. Geleidelijk aan evolueert Martinaud zo van getuige naar hoofdverdachte. De inspecteurs raken meer en meer overtuigd dat de notaris de dader is en besluiten hem in voorlopige hechtenis te nemen. 
Dan komt Martinauds echtgenote op de proppen om te vertellen over hun relatie en over de ware aard van haar man.

## Rolverdeling
| Acteur                | Personage                  |
| --------------------- | -------------------------- |
| Lino Ventura          | inspecteur Antoine Gallien |
| Michel Serrault       | Jérôme Martinaud           |
| Romy Schneider        | Chantal Martinaud          |
| Guy Marchand          | inspecteur Belmont         |
| Jean-Claude Penchenat | hoofdcommisaris            |
| Pierre Maguelon       | inspecteur Adami           |
| Michel Such           | Jean-Marie Jabelain        |
| Didier Agostini       | jonge politieagent         |
| Patrick Depeyrrat     | politieagent               |
| Annie Miller          | de moeder van Camille      |
| Serge Malik           | de mecanicien              |
| Yves Pignot           | politieagent               |
| Mathieu Schiffman     | zoon Berthier              |
| Elsa Lunghini         | Camille                    |